# Srđan Dimitrov
Srđan Dimitrov (szerbül: Срђан Димитров; Újvidék, 1992. július 28. –) szerb labdarúgó.

## Pályafutása
Dimitrov 2009-ben mutatkozott be a szerb Inđija csapatában, amellyel első idényében bajnok lett a szerb másodosztályú labdarúgó-bajnokságban. 2009 és 2013 között hetvenhat mérkőzésen tizenkilenc gólt szerzett a bajnoki mérkőzéseken a klub színeiben. 2013 és 2016 között a Napredak Kruševacban futballozott, mellyel 2016-ban ismét szerb másodosztályú bajnok lett. Ezután futballozott Máltán, Lettországban, Thaiföldön, majd 2019-ben ismét az Inđija labdarúgója lett. 2020 szeptemberében a magyar élvonalbeli MTK szerződtette. 2022. január 3-án jelentették be, hogy közös megegyezéssel felbontották a szerződését.

## Sikerei, díjai
Inđija :
- Szerb másodosztályú bajnok: 2010

 Napredak Kruševac :
- Szerb másodosztályú bajnok: 2016